# İnadına Aşk
İnadına Aşk (en castellà: En el amor) és una sèrie de televisió turca emesa en Fox. La ficció, protagonitzada per Can Yaman i Açelya Topaloğlu, es va emetre entre el 2 de juliol de 2015 i el 3 de febrer de 2016. L'argument transcorre en l'empresa Arass Technology, situada a Istanbul, on es produeix un romanç entre els protagonistes.

## Trama
Defne (Açelya Topaloğlu), una jove que acaba de graduar-se a la universitat, té constants enfrontaments amb el seu germà Çınar (Eren Vurdem) per la seva gelosia. Després de finalitzar els seus estudis, comença a treballar com a enginyera informàtica en l'empresa Arass Technology i el seu germà li demana que vagi al pàrquing a canviar-se de roba perquè ningú la vegi, ja que considera que va massa provocativa. Allà coneix a un jove atractiu anomenat Yalın (Can Yaman), que se'n riu d'ella i fa que arribi tard al seu primer dia de feina. Malgrat això, Yalın oculta que, en realitat, és el CEO d'Arass Technology.
Com Defne arriba tard en el seu primer dia de treball, li demana al seu supervisor una segona oportunitat, arribant a un acord per seguir treballant en la companyia si troba el problema en el codi de l'ordinador en un dia. Defne resol el problema i demostra que és la millor candidata per a aquest lloc. A pesar d'això, descobreix la veritable identitat de Yalın i, després de sentir-se enganyada, renuncia a la seva ocupació. Per això, Yalın se sent culpable i segueix a Defne fins al pàrquing per disculpar-se, on el germà de Defne apareix i pega a Yalın.
En definitiva, la història es complica quan Defne comença a treballar en Arass Technology i el seu germà s'enamora de la germana menor de Yalın, Yeşim (Nilay Duru). A més, malgrat el mal començament i dels problemes que els envolten, sorgirà una història d'amor entre Yalın i Defne.

## Repartiment
- Açelya Topaloğlu com Defne Barutçu
- Can Yaman com Yalın Aras
- Nilay Duru com Yeşim Aras
- Eren Vurdem com Çınar Barutçu
- Cevahir Turan Ezgi Aksoy
- Cem Belevi com Deniz Aras
- Yeşim Dalgıçer com Leyla Aksoy
- Taner Rumeli com Toprak Barutçu
- İlay Erkök com Damla Başar
- Tibet Dursun com İdris Doruk Barutçu
- Bilge Şen com Pembe Barutçu
- Selim Gürata com Süreyya Aras
- Elvin Levinler com Nehir Aras
- Mehti Aras Aydın com Polat Barutçu
- Büşra Çam com Habibe Satırcı
- Mesut Yılmaz com Adem (İblis)
- Gizem Totur com Songül
- Funda Eskioğlu com Meftune
- Ahenk Demir com Sedef Akıncı
- Eylül Su Sapan com Aslı Vardar

## Temporades
| Temporada | Temporada | Episodis | Rang d'episodis | Emissió original    | Emissió original    |
| Temporada | Temporada | Episodis | Rang d'episodis | Inici               | Final               |
| --------- | --------- | -------- | --------------- | ------------------- | ------------------- |
|           | 1         | 32       | 1 - 32          | 2 de juliol de 2015 | 3 de febrer de 2016 |